# Ierapetra
Ierapetra (în greacă Ιεράπετρα) este un oraș de pe insula Creta, Grecia, cel mai sudic oraș european.
Numele orașului vine de la muntele apropiat "Ierapetra" ("Stânca Herei"), care o înfățișează, potrivit legendei locale, pe zeița Hera dormind.